# Stavenov
Rybník Stavenov o rozloze 18 ha se nalézá asi 3 km severně od města Chotěboř v okrese Havlíčkův Brod v blízkosti osady Rochňovec. Rybník je využíván pro chov ryb.
Rybník je významnou ornitologickou lokalitou pro vodní ptactvo. V těsné blízkosti rybníka se nalézá přírodní rezervace Svatomariánské údolí. Severovýchodně nad rybníkem se zvedá vrch Hradiště (480 m n. m.) porostlý přírodě blízkými suťovými lesy, kde místy bohatě zmlazuje jasan.

## Galerie

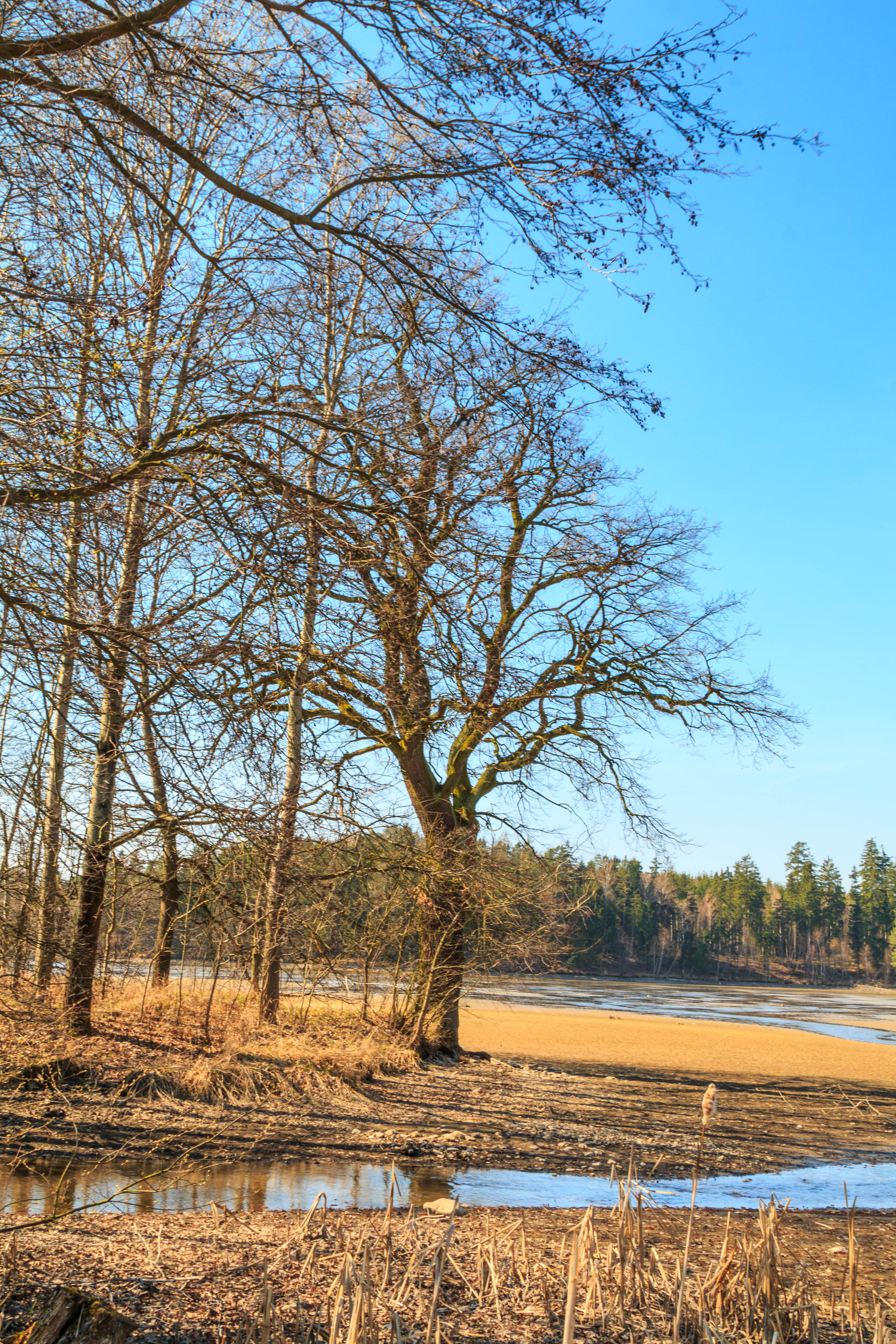
Rybník Stavenov
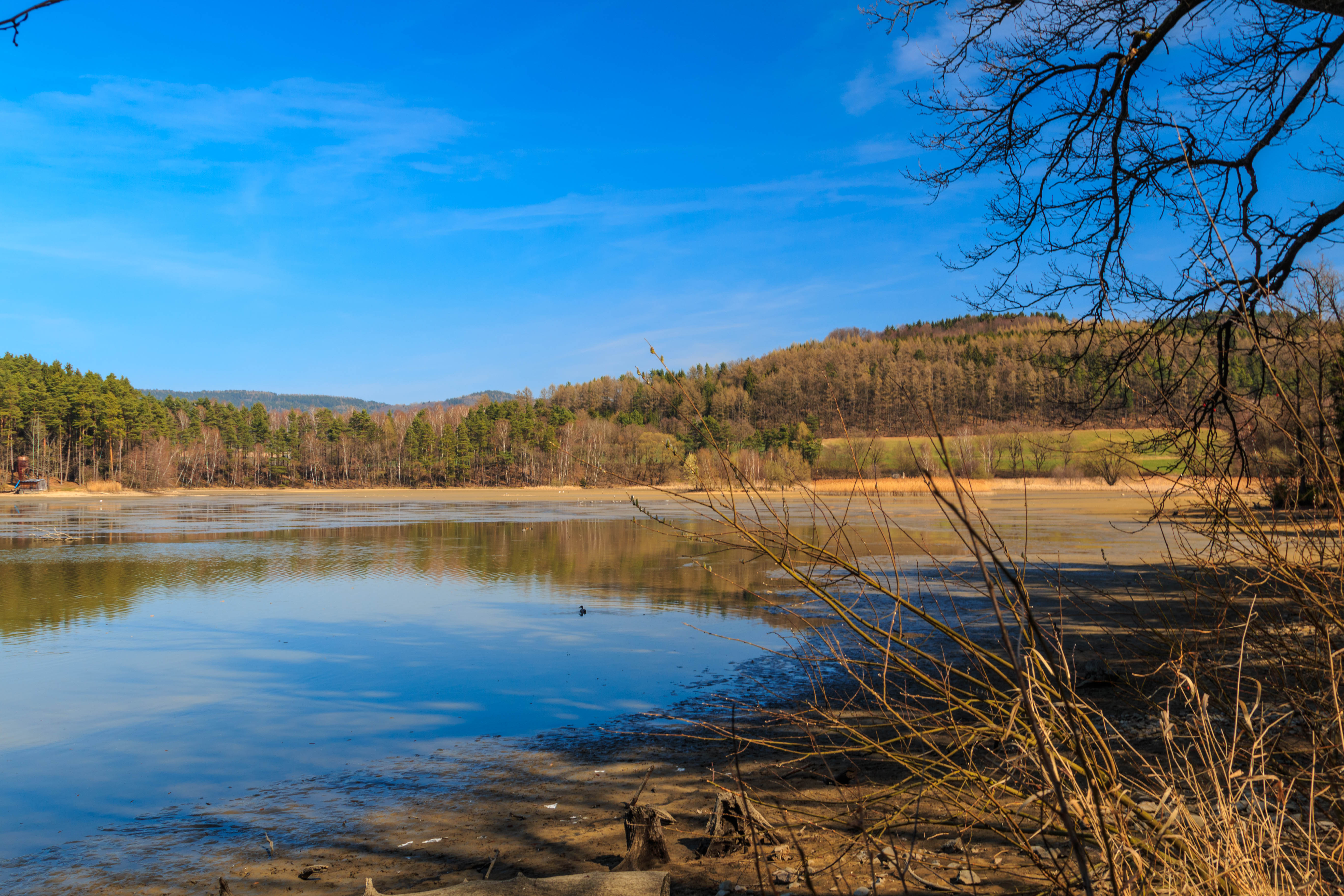
Rybník Stavenov
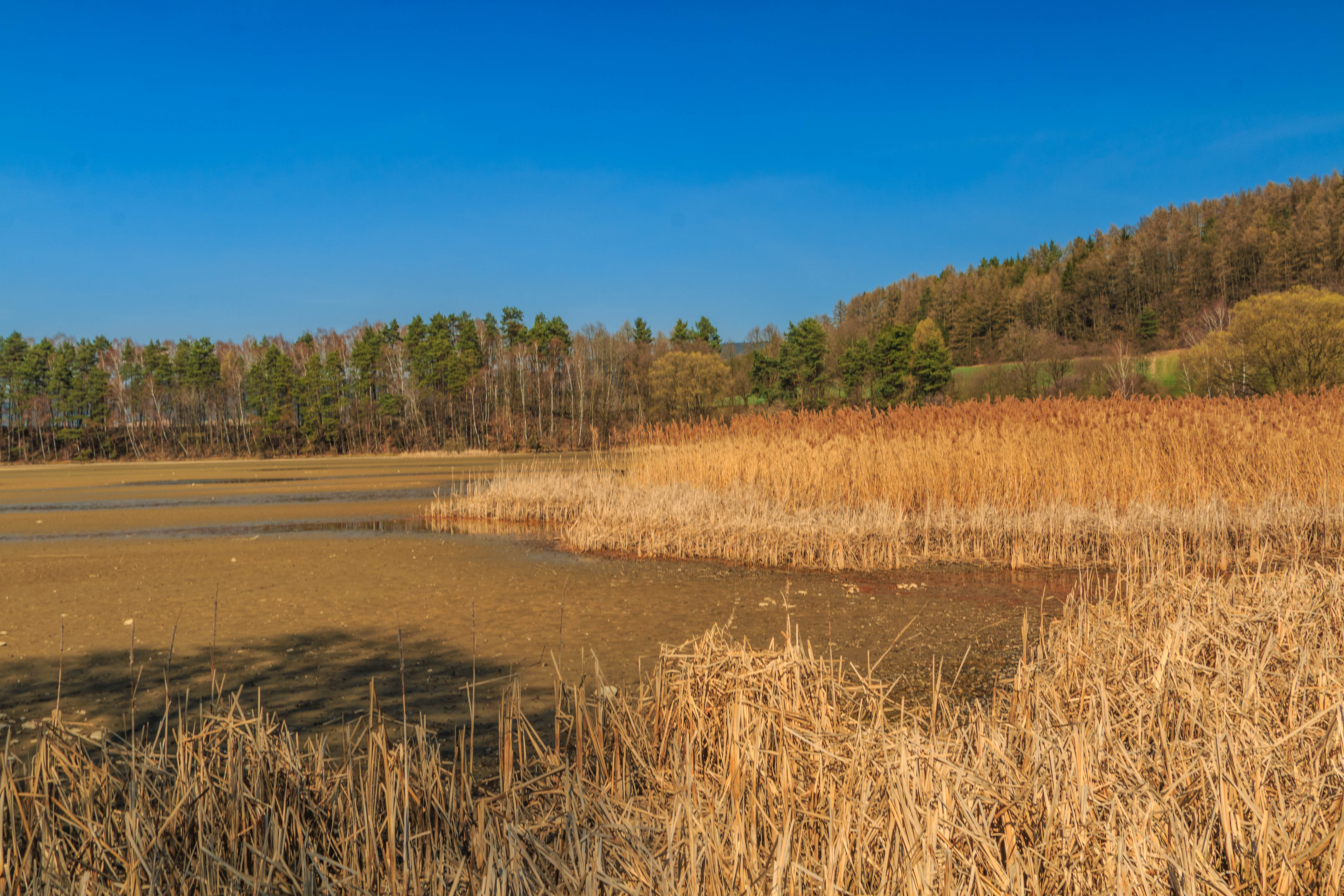
Rybník Stavenov
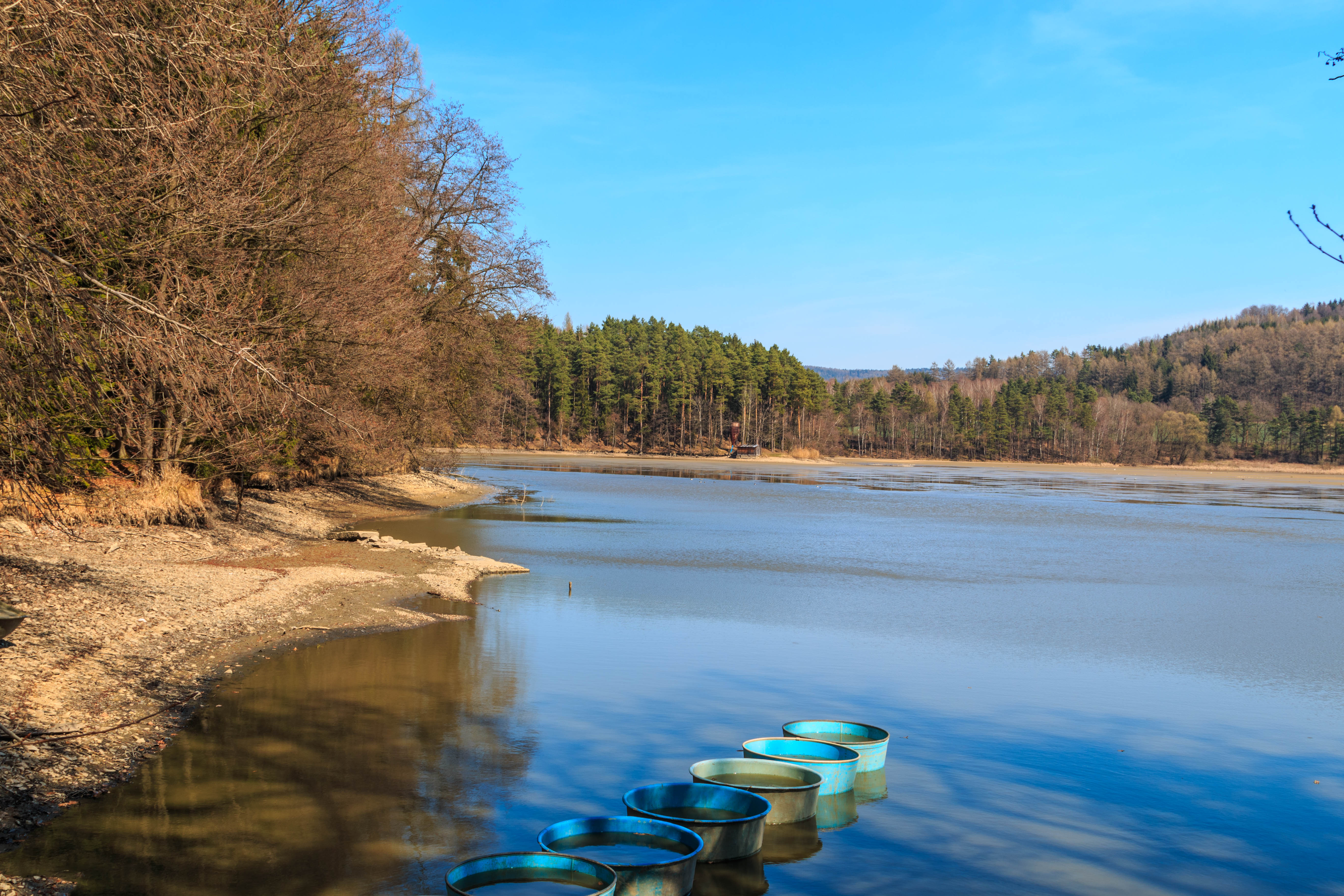
Rybník Stavenov